# Cyclarhis gujanensis
El vireón cejirrufo (Cyclarhis gujanensis) es una especie de ave paseriforme de la familia Vireonidae, una de las dos pertenecientes al género Cyclarhis. Es nativo de América Central y América del Sur.

## Nombres comunes
Aparte de vireón cejirrufo (en Costa Rica, México y Nicaragua), se le denomina también alegrín de cejas rojizas, juan chiviro (en Argentina, Bolivia, Paraguay y Uruguay), vireo cejirrufa (en Honduras), verderón cejirrufo (en Colombia), vireón ceja rufa o de ceja rufa (en Perú y México) o sirirí (en Venezuela).

## Distribución y hábitat
Se distribuye desde el este de México, a través de América Central, por Belice, Guatemala, El Salvador, Honduras, Nicaragua, Costa Rica y Panamá; por América del Sur desde Colombia al este por Venezuela, Guyana, Trinidad y Tobago, Surinam y Guayana francesa, al sur por Brasil (ausente de una gran parte de la Amazonia occidental), Ecuador, Perú (casi siempre al oriente de los Andes, con excepción del occidente de Ecuador y norte de Perú), Bolivia, Paraguay, Uruguay, hasta el centro de Argentina.
Es ampliamente diseminado y a menudo común en una variedad de ambientes, como bosques secos, clareras, bordes de selva (usualmente no en selvas húmedas de baja altitud), sabanas, mayormente abajo de los 2000 m s. n. m. de altitud, localmente hasta los 2500 -3000 m en los Andes. También en plantaciones, eucaliptales, cerrados, caatingas, pastos sucios, manglares, parques y calles urbanas.

## Descripción

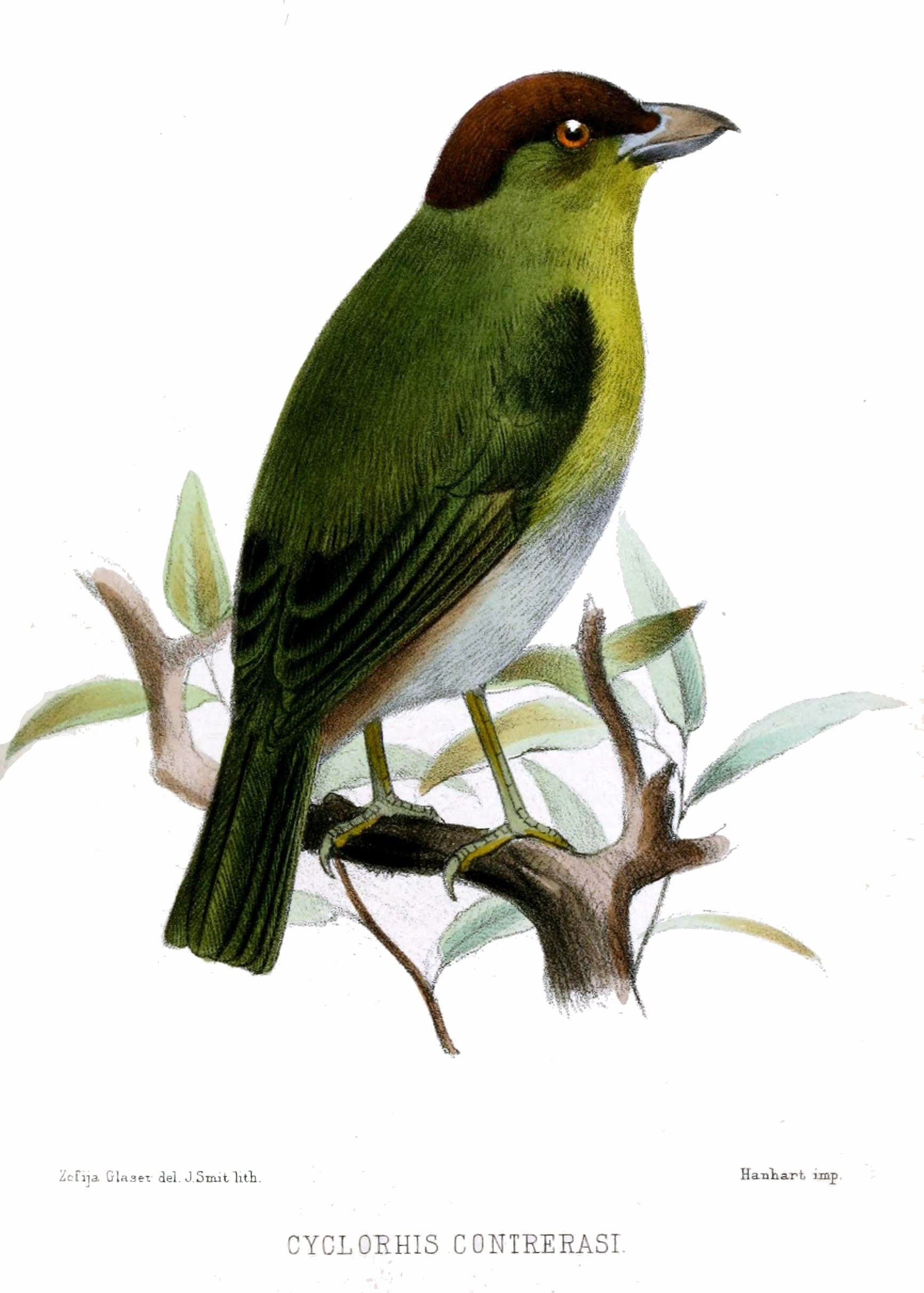
C. g. contrerasi; ilustración de Smit para Proceeedings of the Zoological Society of London, 1879

Los adultos miden unos 15 cm de longitud y pesan unos 28 g. Tienen una cabeza voluminosa y con un pico ancho y algo curvado hacia abajo de color gris negruzco por debajo y gris rosáceo en su parte superior. Su cabeza es gris con dos bandas con una lista superciliar rojiza. Las partes superiores del cuerpo son verdes y su cuello y pecho amarillentos que se difumina hasta hacerse blanquecino en el vientre. La subespecie ochrocephala que se encuentra en el sureste de su área de distribución tiene la ceja rojiza más pequeña y el píleo, mientras que la subespecies virenticeps, contrerasi y saturata que se encuentran en el noroeste de Perú y el oeste de Ecuador tienen la nuca y la cara amarillo verdosas (no grises como en la nominal). Las patas son rosadas. Las poblaciones de esta especie presentan una enorme variación en el color de los ojos o del iris, del rojo al amarillo, anaranjado o marrón oscuro, tal vez en función de la edad, siendo común a todas las subespecies.

## Comportamiento
Revuelve el follaje perezosamente a varias alturas, generalmente sin ser visto, excepto en regiones más áridas, donde anda más bajo y la vegetación es más dispersa. Se junta a bandadas mixtas pero también forrajea solo o en pares. Es un ave tímida que se escucha a menudo pero que es difícil de observar.

### Alimentación
Se alimenta de insectos y arañas que captura entre las hojas de los árboles, aunque también se les ha observado cazando lagartijas.

### Reproducción
Su nido tiene forma de cuenco y lo construye en lo alto de los árboles. Suele poner dos o tres huevos de color rosáceo claro ligeramente manchados con motas marrones moradas. Macho y hembra se turnan en la incubación, que dura 14 días. Ambos alimentan a los polluelos.

### Vocalización
Su canto, repetido incansablemente, inclusive al mediodía, es una serie de frases melodiosas y cortas, cada una repetida muchas veces antes de cambiar para una nueva frase. También emite un arrastrado “driu, driu...” repetido hasta 7 a 8 veces, cada nota de timbre progresivamente más bajo. En algunos locales, su canto domina el paisaje sonoro, habiendo mucha variación regional o de “dialectos”.

## Sistemática

### Descripción original
La especie C. gujanensis fue descrita por primera vez por el naturalista alemán Johann Friedrich Gmelin en 1789 bajo el nombre científico Tanagra gujanensis; localidad tipo «"Guyane" = Guayana francesa».

### Taxonomía
Los estudios de Slager et al. (2014) produjeron una filogenia de la familia Vireonidae usando datos mitocondriales (ND2) y nucleares (3 Z-linked loci); estos estudios encontraron profundas divergencias entre los varios linajes dentro del ampliamente definido C. gujanensis, por lo que podría tratarse de más de una especie. 

### Subespecies
Según la clasificación del Congreso Ornitológico Internacional (IOC) (Versión 6.2, 2016) y Clements Checklist v.2015,  se reconocen 21 o 22 subespecies, (Clements no lista septentrionalis) con su correspondiente distribución geográfica:
- Grupo politípico gujanensis:
  - Cyclarhis gujanensis septentrionalis Phillips, AR, 1991 - este de México (sur de Tamaulipas al sur hasta el norte de Hidalgo).
  - Cyclarhis gujanensis flaviventris Lafresnaye, 1842 - sureste de México (norte de Veracruz, norte de Puebla, noreste de Tabasco, norte y oeste de Chiapas) al este hasta Guatemala y norte de Honduras.
  - Cyclarhis gujanensis yucatanensis Ridgway, 1887 - sureste de México (península de Yucatán) al sur hasta el norte de Honduras.
  - Cyclarhis gujanensis nicaraguae W. Miller & Griscom, 1925 - sur de México (centro de Chiapas), Guatemala, El Salvador, Honduras y Nicaragua.
  - Cyclarhis gujanensis subflavescens Cabanis, 1861 - Costa Rica y oeste de Panamá (al este hasta Veraguas).
  - Cyclarhis gujanensis perrygoi Wetmore, 1950 - centro oeste de Panamá en la pendiente del Pacífico.
  - Cyclarhis gujanensis flavens Wetmore, 1950 - centro y este de Panamá a lo largo de la costa del Pacífico.
  - Cyclarhis gujanensis coibae Hartert, 1901 - isla Coiba (litoral suroeste de Panamá).
  - Cyclarhis gujanensis cantica Bangs, 1898 - norte y centro de Colombia (costa caribeña al sur hasta Huila).
  - Cyclarhis gujanensis parva Chapman, 1917 - noreste de Colombia y norte de Venezuela (al sur hasta el norte de Amazonas).
  - Cyclarhis gujanensis flavipectus Sclater, 1859 - noreste de Venezuela e isla Trinidad.
  - Cyclarhis gujanensis gujanensis (Gmelin, 1789) - este de Colombia, sur de Venezuela, las Guayanas, este de Perú, noreste de Bolivia (La Paz), y Brasil al sur hasta el norte de Mato Grosso.
  - Cyclarhis gujanensis pax Bond & Meyer de Schauensee, 1942 - centro este de Bolivia (La Paz).
  - Cyclarhis gujanensis dorsalis Zimmer, JT, 1942 - tierras altas del centro de Bolivia.
  - Cyclarhis gujanensis tarijae Bond & Meyer de Schauensee, 1942 - sureste de Bolivia (Tarija) y extremo noroeste de Argentina (Jujuy).

- Grupo monotípico insularis:
  - Cyclarhis gujanensis insularis Ridgway, 1885 - isla Cozumel (litoral noreste de la península de Yucatán).

- Grupo politípico virenticeps:
  - Cyclarhis gujanensis virenticeps Sclater, 1860 - oeste de Ecuador y noroeste de Perú.
  - Cyclarhis gujanensis contrerasi Taczanowski, 1879 - sureste de Ecuador y norte de Perú (al sur hasta San Martín).
  - Cyclarhis gujanensis saturata Zimmer, JT 1925 - centro de Perú (río Marañón al sur hasta Huánuco).

- Grupo politípico viridis/cearensis:
  - Cyclarhis gujanensis viridis (Vieillot, 1822) - Paraguay y norte de Argentina (al sur hasta La Rioja, San Luis, Córdoba y Santa Fe).
  - Cyclarhis gujanensis cearensis Baird, 1866 - este de Brasil (Maranhão y Ceará al sur hasta Mato Grosso y São Paulo).

- Grupo monotípico ochrocephala:
  - Cyclarhis gujanensis ochrocephala Tschudi, 1845 - Paraguay al sur hasta el noreste de Argentina (Misiones, Corrientes, Entre Ríos, norte de Buenos Aires), sureste de Brasil y Uruguay.